# الانحدار الاقتصادي الأيرلندي ما بعد 2008
تزامن الانحدار الاقتصادي الأيرلندي ما بعد 2008 في جمهورية أيرلندا مع سلسلة من الفضائح المصرفية، في أعقاب الفترة المسماة بالنمر الكلتي (أو السلتي) في تسعينيات القرن العشرين والعقد الأول من القرن الحادي والعشرين التي شهدت نموًا اقتصاديًا حقيقيًا سريعًا تغذيه الاستثمارات الأجنبية المباشرة، وفقاعة عقارات لاحقة جعلت الاقتصاد الحقيقي غير تنافسي، فضلًا عن توسع في الإقراض المصرفي في أوائل العقد الأول من القرن الحادي والعشرين. اشتد التباطؤ الأولي في النمو الاقتصادي وسط الأزمة المالية العالمية 2007-2008 بشكل كبير في أواخر عام 2008، ووقعت البلاد في ركود لأول مرة منذ ثمانينيات القرن العشرين. تصاعدت معدلات الهجرة، كما تصاعدت معدلات البطالة (وخاصة في قطاع البناء)، إلى مستويات لم يُشهد لها مثيل منذ ذلك العقد.
هبط مؤشر سوق الأوراق المالية الأيرلندية العام، والذي بلغ ذروته عند مستوى 10,000 نقطة لفترة وجيزة في إبريل 2007، إلى 1,987 نقطة، وهو أدنى مستوى له منذ 14 عامًا، في 24 فبراير 2009 (كانت آخر مرة يقل فيها عن 2000 في منتصف عام 1995). في سبتمبر 2008، اعترفت الحكومة الأيرلندية رسميًا -المتمثلة بائتلاف حزبي فيانا فايل والخضر- بانحدار البلاد إلى الركود، وشهدت الأشهر التالية قفزة هائلة في معدلات البطالة. كانت أيرلندا أول دولة تدخل الركود في منطقة اليورو وفقًا لما أعلنه مكتب الإحصاءات المركزي. بحلول يناير 2009، ارتفع عدد الأشخاص الذين يعيشون على إعانات البطالة إلى 326,000 شخص، وهو أعلى مستوى شهري منذ بداية السجلات في عام 1967، وارتفع معدل البطالة من 6.5% في يوليو 2008 إلى 14.8% في يوليو 2012. أدى هبوط الاقتصاد إلى خروج 100 ألف متظاهر إلى شوارع دبلن في 21 فبراير 2009، وسط مزيد من الحديث عن الاحتجاجات والعمل الصناعي.
مع «ضمان» البنوك، وتأسيس الوكالة الوطنية لإدارة الأصول في مساء 21 نوفمبر 2010، أكد التاوسيتش بريان كوين على الهواء على التلفاز مباشرة أن ثلاثية الاتحاد الأوروبي/البنك المركزي الأوروبي/صندوق النقد الدولي سوف تشرك نفسها في الشؤون المالية لأيرلندا. بعد ذلك، انهار الدعم لحزب فيانا فايل المهيمن طيلة معظم القرن الماضي، إذ هبط في حدث غير مسبوق في تاريخ البلاد، إلى المرتبة الثالثة في استطلاع للرأي أجرته صحيفة ذي آيريش تايمز، خلف فاين جايل وحزب العمال، إذ ارتفع الأخير فوق فيانا فايل للمرة الأولى. في 22 نوفمبر، دعا حزب الخضر إلى إجراء انتخابات في العام التالي. استبدلت الانتخابات العامة في عام 2011 الائتلاف الحاكم بتحالف آخر، بين فاين جايل والعمال. استمر هذا التحالف مع نفس سياسات التقشف التي انتهجها التحالف السابق، إذ تؤيد الأحزاب الأكبر حجمًا في البلاد أجندة مماثلة، ولكن التحالف خسر السلطة في الانتخابات العامة لعام 2016.
أظهرت الإحصاءات الرسمية انخفاضًا في أغلب الجرائم تزامنًا مع الانحدار الاقتصادي. غير أن جرائم السطو ارتفعت بنسبة 10% تقريبًا وسجلت جرائم البغاء بما يزيد عن الضعف في الفترة من عام 2009 حتى عام 2010. في أواخر عام 2014، بلغ معدل البطالة 11.0% على المقياس المعدل موسميًا، والذي لا يزال أعلى من ضعف مستويات الانخفاض في منتصف العقد الأول من القرن الحادي والعشرين ولكنه انخفض من أعلى مستوى (15.1%) في أوائل عام 2012. بحلول مايو 2016، انخفض هذا الرقم إلى 7.8%، وعاد إلى مستوى ما قبل الانحدار البالغ 4.5% بحلول يونيو 2019.

## الخلفية والأسباب
شهد اقتصاد جمهورية أيرلندا توسعًا سريعًا خلال سنوات النمر الكلتي (1995-2007) بسبب انخفاض معدل ضريبة الشركات وانخفاض أسعار الفائدة لدى البنك المركزي الأوروبي، وعوامل نظامية أخرى (مثل المراقبة المرنة للإشراف المصرفي، بما في ذلك عدم التقيد بمبادئ بازل الأساسية، والإدارة المالية العامة المتأخرة، ونظم مكافحة الفساد، واعتماد سياسات رديئة بما في ذلك نظام ضريبي للشركات يعزز السلع والخدمات غير القابلة للتداول من خلال صناعة البناء). في نهاية الربع الثالث من عام 2010، تراوح مجموع القروض المقدمة من بنوك ألمانية لأيرلندا بين 186.4 مليار إلى 208.3 مليار دولار أمريكي، مع قرض قدره 57.8 مليار دولار مقدم للبنوك الأيرلندية. أدى هذا إلى توسع الائتمان وفقاعات العقارات التي تلاشت في عام 2007. تعرضت البنوك الأيرلندية، التي أفرطت في التعهدات الائتمانية لسوق العقارات الأيرلندية، لضغوط شديدة في سبتمبر 2008 بسبب الأزمة المالية العالمية 2007-2008.
ارتفعت القروض الأجنبية للبنوك الأيرلندية من 15 مليار يورو إلى 110 مليار يورو في الفترة ما بين عامي 2004 و2008. اقتُرض قسم كبير من هذا المبلغ على أساس تمديد لفترة ثلاثة أشهر من أجل تمويل مشاريع البناء التي لن تباع لعدة سنوات. عندما تعذر بيع العقارات بسبب زيادة العرض، كانت النتيجة تباين معتاد بين الأصول والخصوم. في وقت ضمان البنك، قيل إن البنوك افتقرت إلى السيولة (لكنها لم تفلس) بنحو 4 مليارات يورو، وتبين أن هذا كان أقل من الواقع بكثير.

## الآثار المترتبة

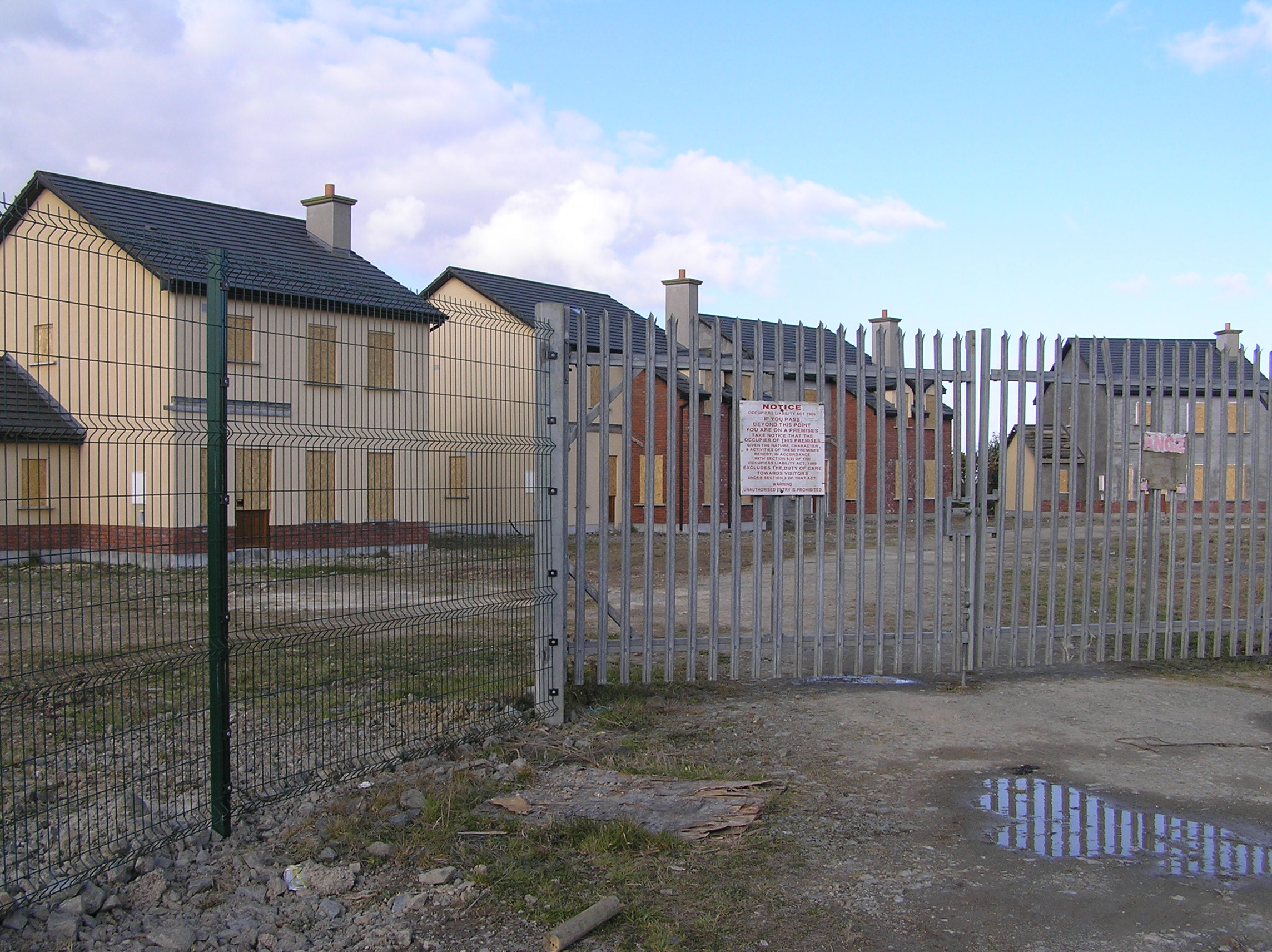
واحدة من عقارات الأشباح في أيرلندا

بدأ الاقتصاد والتمويل الحكومي في إظهار علامات تشير إلى الركود الوشيك بحلول نهاية عام 2007 عندما انخفضت عائدات الضرائب إلى أقل من توقعات الميزانية السنوية لعام 2007 بنحو 2.3 مليار يورو (5%)، مع انخفاض رسوم الطوابع وضريبة الدخل بنحو 0.8 مليار يورو (19% و5%)، ما أسفر عن اندثار فائض الميزانية العامة للحكومة في عام 2007، والذي بلغ 2.3 مليار يورو (1.2% من الناتج المحلي الإجمالي). بات الركود الوشيك واضحًا في منتصف عام 2008. تبعًا لذلك، ارتفع العجز الحكومي، وأغلقت العديد من الشركات وارتفعت معدلات البطالة. سقطت سوق الأوراق المالية الأيرلندية وغادر العديد من العمال المهاجرين.

### البنك الإنجليزي الأيرلندي
تعرض البنك الإنجليزي الأيرلندي لفقاعة عقارات أيرلندية. أدى الجدال الخفي بشأن القروض في ديسمبر 2008 إلى المزيد من الهبوط في سعر سهمها. انخفض مؤشر سوق الأوراق المالية الأيرلندية إلى أدنى مستوياته منذ 14 عامًا في 24 سبتمبر 2009، وربما كان سبب ذلك الاستقالة غير المتوقعة لرئيسة البنك الإنجليزي الأيرلندي السابقة آن هيراتي من مجلس إدارة سوق الأوراق المالية الأيرلندية في الليلة السابقة.

### سوق العقارات
بسبب انتهاء الفقاعة، انخفضت أسواق العقارات السكنية والتجارية بشدة مع انهيار قيم المبيعات والعقارات.
بدأ مطورون مثل ليام كارول في التخلف عن سداد القروض. بسبب الأزمة المالية، دفعت بنوك مثل آي سي سي إلى استرداد إيراداتها وطالبت بتصفية شركات التنمية.[بحاجة لمصدر]

### الاقتصاد
دخل الاقتصاد الأيرلندي في حالة ركود حاد في عام 2008، ثم دخل في حالة كساد اقتصادي في عام 2009. توقع معهد البحوث الاقتصادية والاجتماعية انكماشًا اقتصاديًا بنسبة 14% بحلول عام 2010. في الربع الأول من عام 2009، انخفض الناتج المحلي الإجمالي بنسبة 8.5% عن نفس الربع من العام السابق، وانخفض الناتج القومي الإجمالي بنسبة 12%. ارتفعت معدلات البطالة من 8.75% إلى 11.4%. خرج الاقتصاد من الركود في الربع الثالث من عام 2009، إذ سجل الناتج المحلي الإجمالي نموًا بلغ 0.3% في الربع، ولكن الناتج القومي الإجمالي استمر في الانكماش بنسبة 1.4%. نما الاقتصاد بنسبة 1.9% في الربع الأول وبنسبة 1.6% في الربع الثاني من عام 2011، ولكنه انكمش بنسبة 1.9% في الربع الثالث.

### البطالة
ارتفع معدل البطالة من 4.2% في عام 2007 إلى 14.6% في فبراير 2012.

### الهجرة
قدر مكتب الإحصاءات المركزي أن 34,500 شخصًا غادروا البلاد من إبريل 2009 إلى عام 2010، ما يمثل أكبر صافي هجرة منذ عام 1989. غير أن 27,700 فقط من هؤلاء هم مواطنون أيرلنديون، أي بزيادة قدرها 12,400 منذ عام 2006. من الجدير بالذكر أيضًا أن عددًا أكبر من الأشخاص ذهبوا إلى أماكن أخرى غير المملكة المتحدة أو الاتحاد الأوروبي أو الولايات المتحدة، وهي وجهات تقليدية للمهاجرين الأيرلنديين.